# Las węglowy
Las węglowy – zbiorowiska roślinne, które były charakterystyczne dla okresu karbonu. Wtedy to rosły m.in. sygilaria, kalamit i inne rośliny zarodnikowe, z których składały się te lasy. Zajmowały one ówcześnie duże obszary Ziemi. Z pni tych roślin wykształciły się złoża węgla kamiennego.